# Negevská poušť

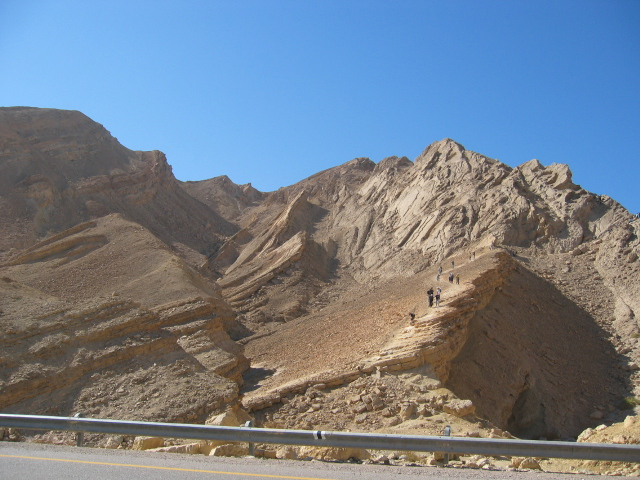
Negevská poušť

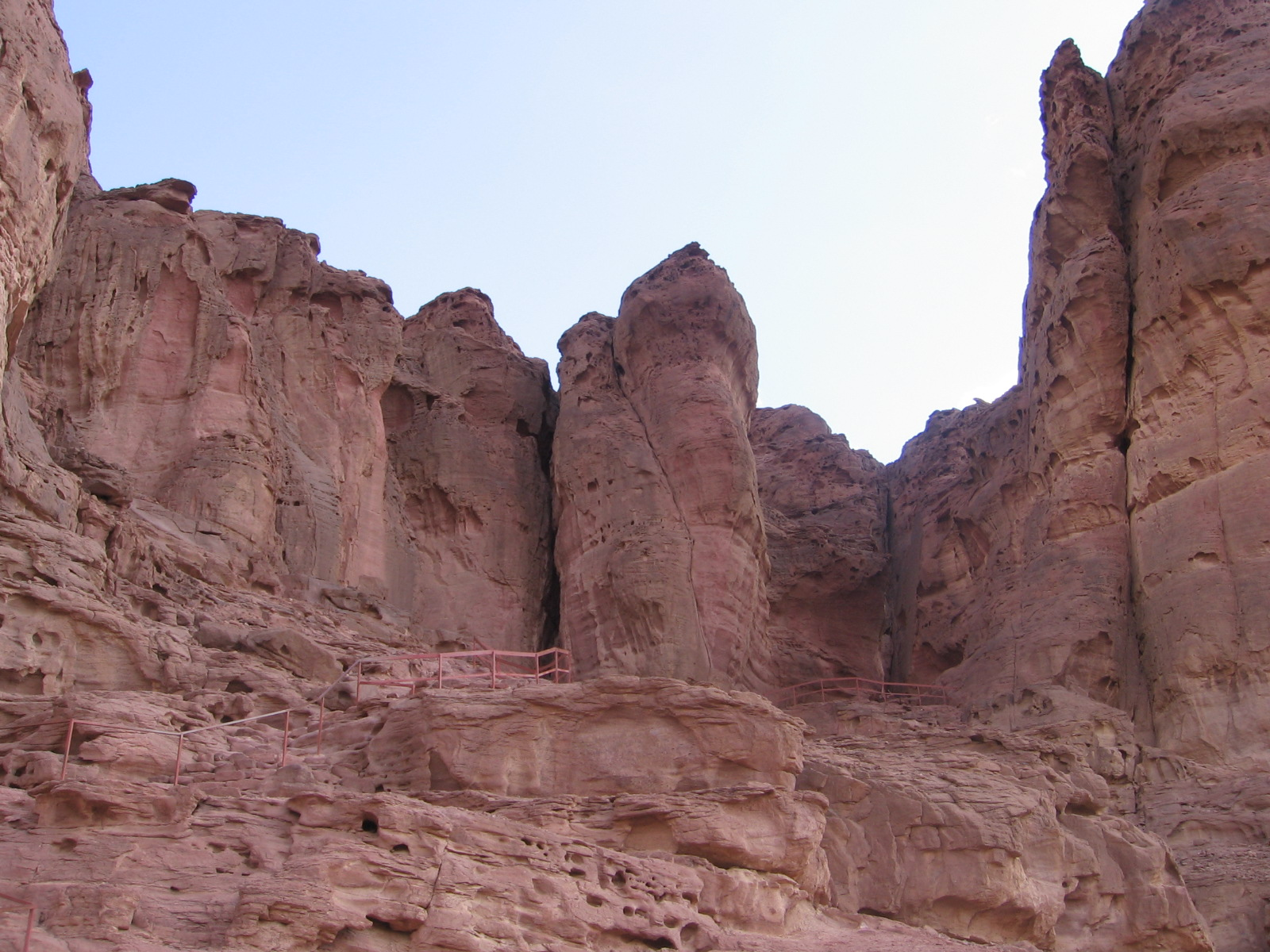
Hory Eilat

Negevská poušť, zjednodušeně Negev (hebrejsky נֶגֶב, arabsky النقب, an-Naqab) je poušť na jihu Izraele, která svojí rozlohou zabírá většinu Jižního distriktu. Svou velikostí se rozprostírá na 69 % rozlohy státu Izrael, což je zhruba 13 000 km². Jedná se o území trojúhelníkového tvaru na jihu s letoviskem Ejlat a na severu s městem Beerševa. Jeho západní část přiléhá k poušti na Sinajském poloostrově a východní hranicí je Wádí Arava.

## Historie
První zmínky osídlení Negevské pouště se týkají nomádského způsobu života a datují se 2000 let př. n. l. Kmeny, které tvořily první trvalé osídlení, byly kmeny kanaanské, amalkitské a edomitské a osídlení se rovněž datuje 2000 let př. n. l. V této oblasti probíhala v období faraonského Egypta, hlavně během let 1400 a 1300 př. n. l., těžba a zpracování mědi (stejně tak jako na Sinajské poušti).
V 9. století př. n. l. se vzestup a expanze hornictví v Negevu a Edomu (současné Jordánsko) střetl se vzestupem Asyrské říše. V 8. století př. n. l. bylo hlavním městem tohoto regionu Bir es-Saba. Známky o židovském osídlení této oblasti pocházejí z let 1020 až 928 př. n. l., kdy se osídlení soustředilo hlavně kolem hlavního města tohoto regionu.
Ve 4. století př. n. l. se kmen Nabatejců rozhodl zavést zavlažovací systém, který podporoval přinejmenším pět hlavní urbanizačních center a to: Obodu, Mamphis, Sobatu, Elusu a Nessanu. Nabatejci kontrolovali obchod s kořením a cesty mezi jejich hlavním městem Petrou a přístavy v Gaze.
Nabatejská kontrola na územím jižní Palestiny skončila, když Římská říše anektovala jejich zem v roce 106 n. l. Populace se skládala hlavně z arabských nomádů a Nabatejců.
Na tomto území se díky byzantské nadvládě od 4. století n. l. rozšířilo křesťanství. Díky zakládání zemědělsky založeným měst se začala exponenciálně rozrůstat tehdejší populace. V 7. století na toto území přišly muslimské síly, které byly společně s Islámem relativně snadno přijaty a to především kvůli společné arabské minulosti.
Po další tisíciletí vládly nad Negevem nomádské kmeny více méně nezávisle bez jakýchkoliv zásahů. To co se dochovalo do dnešních dnů je především zásluhou ústně předávaných příběhů a legend z oblastí Wadi Musa a Petra v současném Jordánsku. Později, za vlád Osmanské říše, bylo vybudováno administrativní centrum v jižní Palestině – Bir es-Saba – na místě starověké Beerševy. Byly vybudovány školy a železnice. V letech 1948–1949 během války za nezávislost Izraelci v rámci Operace Jo'av, Operace Lot, Operace Chorev a Operace Uvda ovládli celý Negev.

### Současnost
V současné době je Negevská poušť domovem pro zhruba 379 000 židů a pro zhruba 175 000 beduínů. Největší město regionu a správní město je Beerševa (zhruba 200 tisíc obyvatel) na severu. Na jihu se nachází Akabský záliv s rekreačním městem Ejlat. Mezi další města patří Dimona, Arad, Micpe Ramon stejně tak jako množství malých beduínských městeček, včetně Rahatu a Tel Ševy. Nachází se zde také mnoho kibuců, včetně Revivim a Sde Boker. Kibuc Sde Boker byl založen prvním izraelským ministerským předsedou Davidem Ben Gurionem a stal se jeho domovem poté, co odešel z politiky.
Poušť je také domovem pro Ben Gurionovu univerzitu, jehož fakulty, včetně Blausteinova institutu pro výzkum pouště a Mezinárodní školy Alberta Katze pro výzkum pouště, jsou umístěny v kampusu univerzity vedle kibucu Sde Boker.

## Geografie
Negevská poušť skýtá množství kulturně-historických a geologických prvků. Mezi ty geologické patří například tři velké, erozí vytvořené, kráterovité kruhy, neboli maktešim (sing. Machteš), které jsou unikátní právě v této oblasti. Jsou to Machteš Ramon, Machteš ha-gadol („Velký kráter“) a Machteš ha-katan („Malý kráter“).
Negevská poušť se dělí do pěti odlišných oblastí:
- Severní Negev neboli středomořská oblast má roční úhrn srážek 300 mm a obsahuje docela úrodné půdy.
- Západní Negev má roční úhrn srážek 250 mm a má lehké a částečně písčité půdy. Pískové duny zde mohou dosahovat až výšky 30 metrů. Součástí tohoto regionu je též zcela aridní oblast Cholot Chaluca, která patří mezi poslední zcela neosídlené regiony v Izraeli
- Střední Negev je místem, kde se nachází město Beerševa. Roční úhrn srážek je 200 mm a toto území je charakterizováno nepropustnými půdami, dovolující minimální průsak vody. Dále pak také rozsáhlými půdními erozemi.
- Negevské výšiny a náhorní plošina Ramat ha-Negev (hebrejsky: רמת הנגב, Negevské výšiny) se nachází mezi 370 a 520 m n. m. Toto území je charakterizováno extrémními teplotami jak v zimě, tak i v létě. Roční úhrn srážek je 100 mm a jsou tu špatné a slané půdy. Na jihu se tyto vysočiny táhnou až k pobřeží Rudého moře, kde tvoří pohoří Harej Ejlat (Ejlatské hory).
- Aravské údolí se nachází podél jordánské hranice při vádí al-Araba a táhne se 180 km od Ejlatu (na jihu) po Mrtvé moře (na severu). Údolí Arava je aridní oblastí jejíž roční úhrn srážek je stěží 50 mm.

Nejvyšším bodem Negevu je hora Har Ramon (1035 metrů nad mořem), která je součástí masivu Har Negev, západně od kráteru Machteš Ramon.
Největším a nejdelším vodním tokem v Negevu je vádí Nachal Besor o ploše povodí 3650 kilometrů čtverečních. Do jeho systému patří i toky Nachal Grar, Nachal Revivim, Nachal Be'erševa nebo Nachal Chevron. Dalšími významnými toky je Nachal Nicana. Vádí Nachal Paran, které přichází na území Negevu z Egypta, má dokonce délku 150 kilometrů. Ve všech případech jde ovšem o toky s nepravidelným vodním režimem, kde se období zimních dešťů a nárazových povodní střídají se suchými obdobími s nulovým průtokem. Během nárazových srážek dochází na nich k povodním, které mají mimořádné rozměry. 6. listopadu 1970 byla na Nachal Paran zaznamenána povodeň, kdy zde při kulminaci dosáhl průtok 1150 kubických metrů za sekundu. V lednu 2010 teklo v Nachal Nicana 1420 m3/sec. Pro srovnání: průměrný průtok řeky Vltava v Praze je pouze 147,5 kubíků.

### Klima

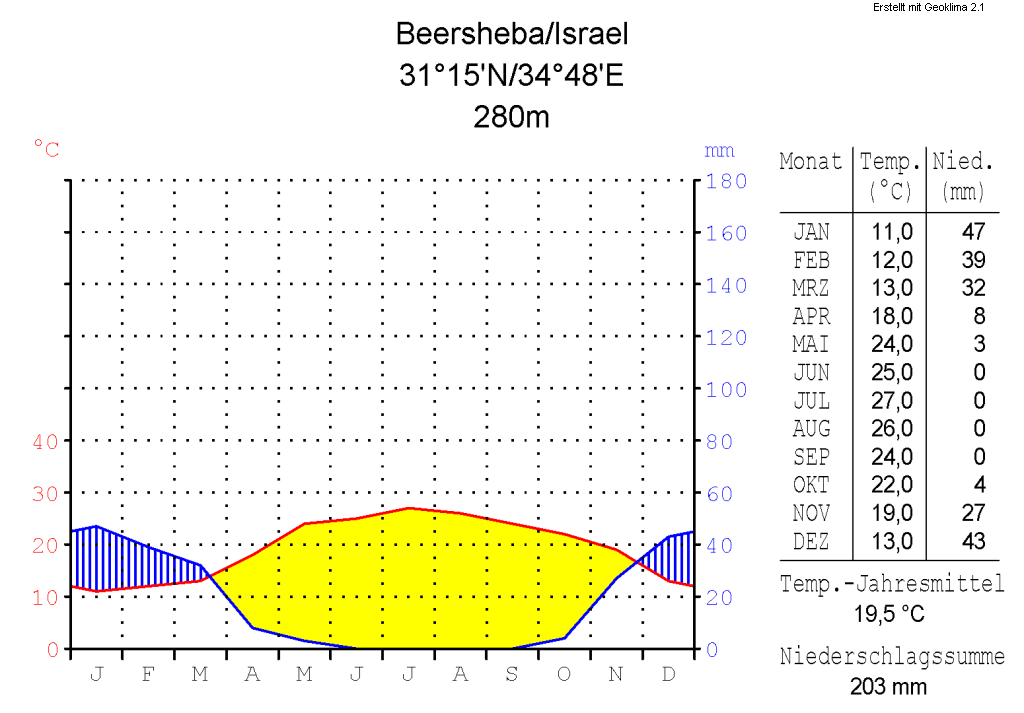
Klimadiagram města Beerševa

Negevská poušť je aridní oblast s velmi malými srážkovými úhrny. To je způsobeno její polohou východně od Sahary a extrémními teplotami díky umístění poblíž 31. rovnoběžky.

## Geologie
Navzdory obecnému povědomí o poušti, není Negevská poušť pokryta pískem. Jedná se spíše o směsici hnědých, skalnatých a prašných hornatin, které jsou přerušovány vádí a hlubokými krátery. Tato oblast byla v minulosti dnem prapůvodního moře a nacházejí se zde dodnes zkameněliny živočichů. Mimo přírodní krásy nabízí Negev množství starodávných míst, odrážejících bohatou historii jakožto křižovatky obchodních cest mezi Asií, Afrikou a Evropou.